# Portal dels Romeus
El Portal dels Romeus és una obra de Tortosa (Baix Ebre) protegida com a bé cultural d'interès local.

## Descripció
Portal, actualment obert, que comunicava la plaça de la Cinta amb el carrer Nou del Vall; el sector d'habitació que es troba a sobre és modern. L'arc que li dona per banda de la plaça és apuntat, amb un escut de Tortosa en el carcanyol, mentre que el que comunica el c/ Nou és escarser. L'interior del portal es troba cobert amb revoltons i bigues de fusta, i els murs són de carreus de pedra i pedres petites de mesures forces desiguals; un dels trams, però, és de maons posats de pla. Al mur dret, mirant des de la plaça, s'obre una porta de mig punt adovellada, una fornícula d'estructura romànica -amb dues columnes a cada extrem amb capitells treballats amb formes de monstres- on hi ha una verge a l'interior d'aparença gòtica. Adossat en el parament hi ha la figura de Sant Joan Baptista, de mesures naturals, en relleu. En el mur enfrontat s'hi obre també una porta, ara allindada, i a l'extrem la figura en relleu de St. Jaume. Al mig de les dues s'inscriu un plafó de rajola vidriada amb una part del Camí de Santiago i a sobre la inscripció: "portal del Romeu/ sobre el Vall/ via romana/ Tarraco-Tortosa/ Ruta Santiago/ Restaura: Valls pintor 1385/ Restaura: Capera 171756/ Restaura: Corp. Municipal 1909/ Restaura: Corp Municipal 1963".
L'origen del portal és romà. Està situat a l'extrem del decumanus i donava pas a la via a Barcelona. Originàriament la porta anava acompanyada d'una torre de guaita. En el segle xv, per a facilitar el pas sobre el barranc del rastre, anava seguida d'un pont. Entre els anys 1336 y 1379, havia estat tapiat per raons de seguretat durant la guerra de Pere el Cerimoniós amb Castella. El 1740 es va tombar l'arc exterior a causa de les obres de la casa superior. El 1756 es produí la destrucció dels relleus dels pelegrins; Gabriel Molano, regidor de la ciutat, els va tornar a reconstruir. Segons la tradició, la Verge del Romeu acabà el 1650 amb una epidèmia i per commemorar aquest fet, en 1680 s'inscriuen uns goigs. La tradició a transformat el nom original del Romeu pels de Romeus.